# Tanytarsus ungulituberculata
Tanytarsus ungulituberculata är en tvåvingeart som beskrevs av Singh och Kulshrestha 1976. Tanytarsus ungulituberculata ingår i släktet Tanytarsus och familjen fjädermyggor. Inga underarter finns listade i Catalogue of Life.